# Bill Griffith
Bill Griffith (né en 1944) est un auteur de bande dessinée américain. Figure majeure de la bande dessinée underground, il est surtout connu pour avoir créé en 1971 Zippy the Pinhead (en) (« Zippy tête d'épingle »), héros de comic strips absurdes diffusés par King Features Syndicate depuis 1986.
Il commence sa carrière en 1969 à New York. 
En 2022, il reçoit le prix Reuben de la National Cartoonists Society pour Zippy the Pinhead.
En 2023, il est inscrit au temple de la renommée Will Eisner, pour l'ensemble de son œuvre.
En 2024, il reçoit le prix Eisner du meilleur travail inspiré de la réalité pour Three Rocks sa biographie du créateur de Nancy Ernie Bushmiller.

## Publications en français
- Secret de famille : Une histoire écrite à l'encre sympathique, Delcourt, coll. « Outsider », 2016.